# Rhodora
Rhodora. Journal of the New England Botanical Club (abreviado Rhodora) es una revista con descripciones botánicas que es editada por New England Botanical Club desde el año 1899.  
En su publicación continua desde 1899, esta revista se dedica principalmente a la botánica de América del Norte y acepta artículos científicos y notas relacionadas con la sistemática, florística, la ecología, la paleobotánica, o biología de la conservación de esta o regiones florística relacionadas. Rhodora se emite cuatro veces al año, por lo general por un total de 450 páginas impresas al año.
Dr. Elizabeth Farnsworth es el redactor jefe de Rhodora y el Dr. Antonieta P. Hartgerink el administrador. Melissa Dow Cullina es Editor de Botanists' Corner.